# National Security
National Security is een Amerikaanse film uit 2003.

## Verhaal
Earl Montgomery (gespeeld door Martin Lawrence) wil bij de politie. Hij wordt echter verwijderd van de opleiding. Als hij bij zijn auto is, merkt hij dat de sleutels nog in de auto zitten. Politieagent Hank (gespeeld door Steve Zahn) komt langsrijden. De twee krijgen ruzie en overal op de tv is te zien hoe de blanke Hank de zwarte Earl slaat. Hank wordt veroordeeld tot 6 maanden cel. Als hij vrijkomt moeten de twee noodgedwongen samenwerken.